# Splash!
SPLASH! – czterdziesty drugi singel japońskiego zespołu B’z, wydany 7 czerwca 2006 roku. Osiągnął 1 pozycję w rankingu Oricon i pozostał na liście przez 12 tygodni, sprzedał się w nakładzie 330 164 egzemplarzy. Singel zdobył status platynowej płyty.

## Lista utworów
| Nr | Tytuł     | Czas |
| -- | --------- | ---- |
| 1. | „SPLASH!” | 3:37 |
| 2. | „MVP”     | 3:56 |

## Muzycy
- Tak Matsumoto: gitara, kompozycja i aranżacja utworów
- Kōshi Inaba: wokal, teksty utworów, aranżacja
- Shane Gaalaas: perkusja
- Akihito Tokunaga: gitara basowa, aranżacja
- Kazuhiro Takeda: saksofon (#2)
- Takahiro Miyazaki: saksofon (#2)
- Osamu Kamiishi: trąbka (#2)
- Azusa Tōjō: puzon (#2)
- TAMA MUSIC: instrumenty smyczkowe (#2)
- NAGATA MAKI: instrumenty smyczkowe (#2)
- Daisuke Ikeda: aranżacja instrumentów smyczkowych (#2)

## Notowania
| Lista                                  | Pozycja |
| -------------------------------------- | ------- |
| Oricon Weekly Singles Chart            | 1       |
| Oricon Yearly Singles Chart (rok 2006) | 19      |